# 四籽野豌豆
四籽野豌豆（学名：Vicia tetrasperma）是豆科蚕豆属的植物。分布于欧洲、北非、亚洲、北美以及中国大陆的甘肃、华东、陕西、华中、新疆、西南等地，生长于海拔50—1,950（160—6,400英尺）的地区，多生在山谷以及草地阳坡，目前已由人工引种栽培。

## 别名
丝翘翘（野菜博录、云南种子植物名录）、四籽草藤（秦岭植物志）、苕子、野扁豆、野苕子（陕西）、乔乔子、小乔菜（浙江）

## 异名
- Vicia tetrasperma (L.) Moench.

## 圖片

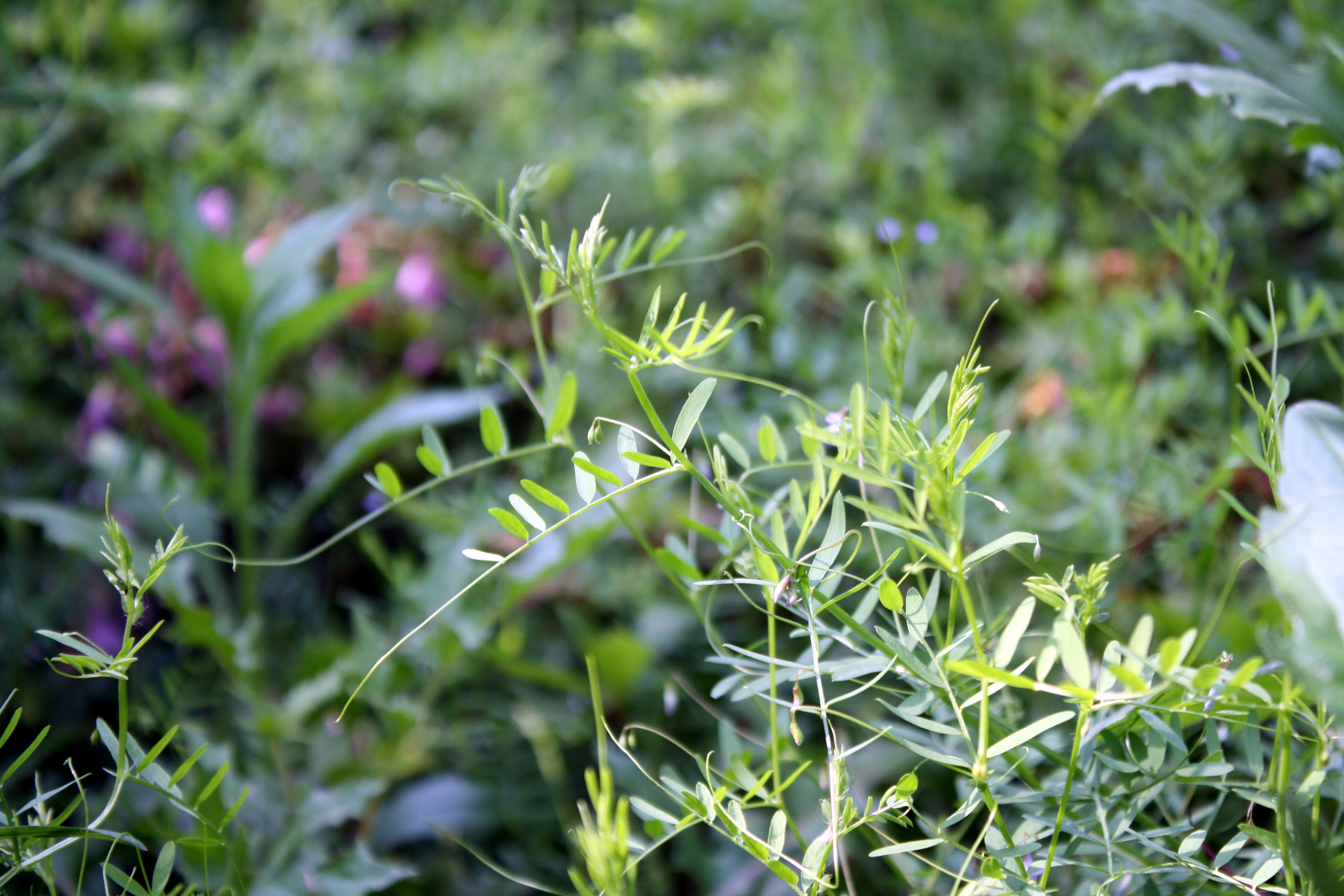
葉（羽状複葉）
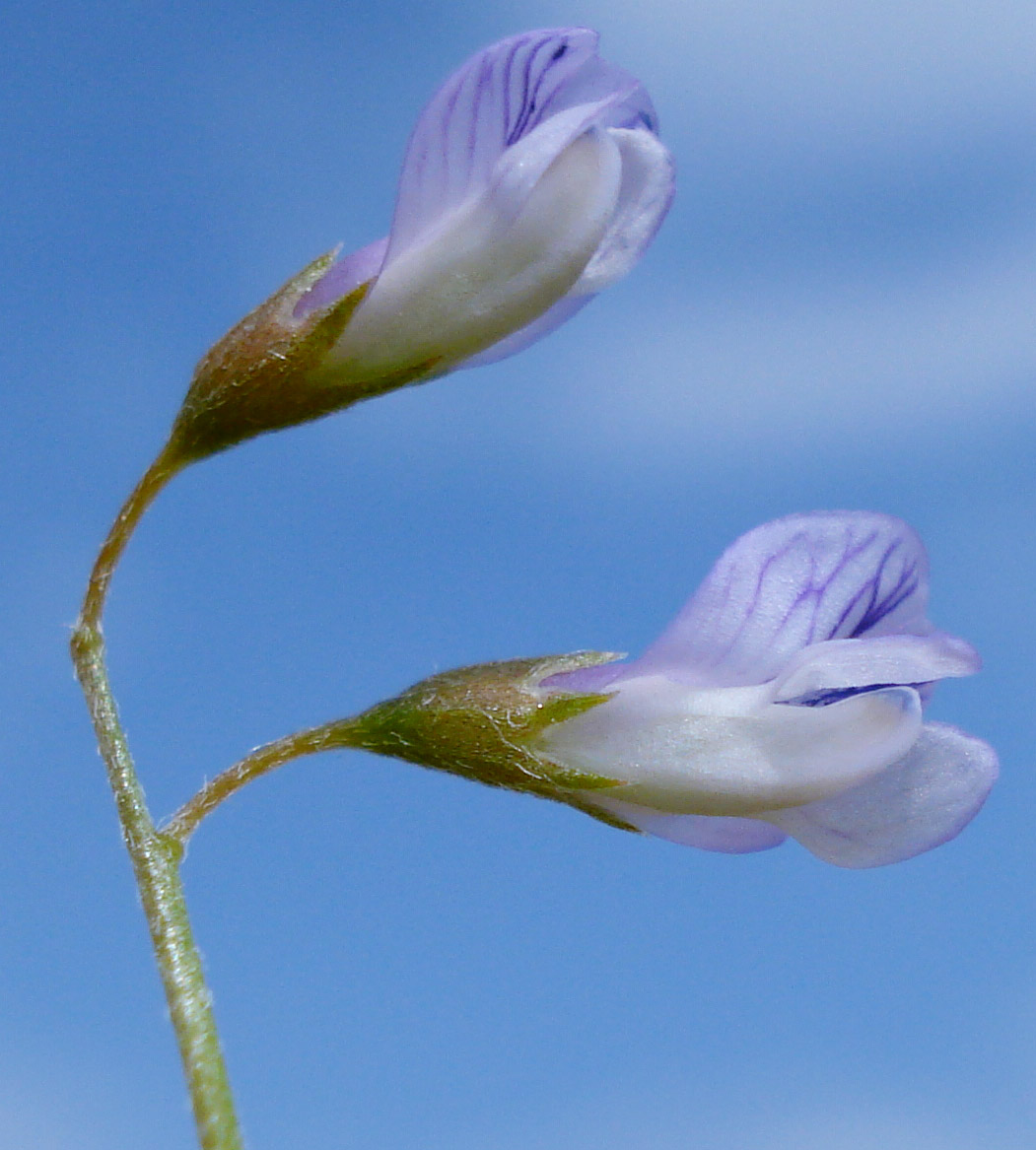
2個花冠
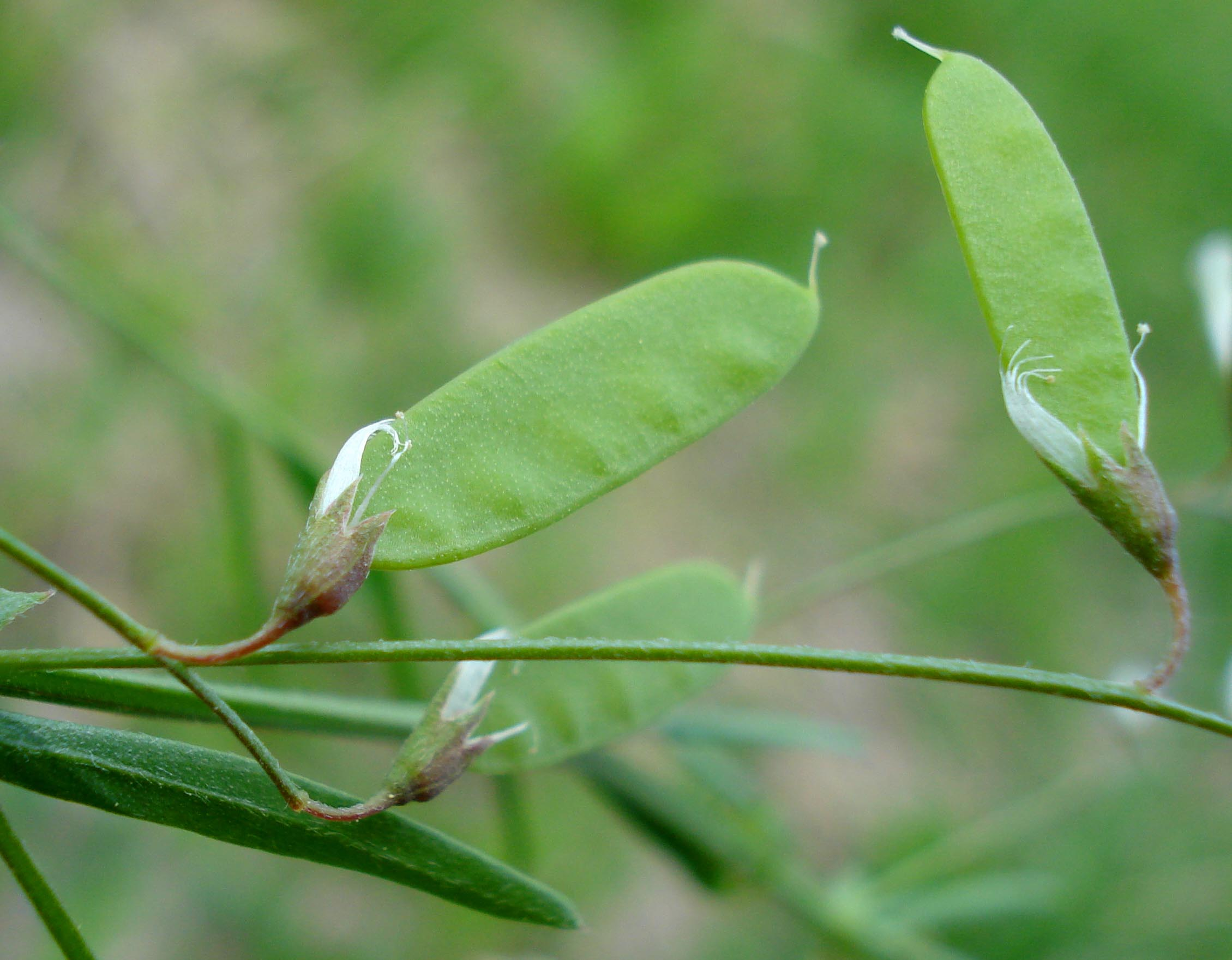
4個荚果